# Менгей
Менгей (рос. Мэнгэй) — улус Селенгинського району, Бурятії Росії. Входить до складу Сільського поселення Ноєхонське.
Населення —  13 осіб (2015 рік). 